# Olympiska sommarspelen 1932
Olympiska sommarspelen 1932 var de tionde moderna olympiska spelen och hölls i Los Angeles i USA mellan den 30 juli och den 14 augusti 1932. Cirka 1,25 miljoner åskådare såg tävlingarna.
På grund av att de tionde Olympiska sommarspelen avhölls mitt under den stora depressionen och det stora avståndet från de främsta idrottsnationerna i Europa, är det inte att förvåna att antalet tävlande bara var knappt hälften så många som vid förra sommar-OS. Trots detta tangerades eller sattes nya världsrekord vid inte mindre än 18 tillfällen.
Dessa sommarspel var de första, där tävlingarna koncentrerades till endast 16 dagar, till skillnad från de tidigare mellan 1900 och 1928 , som varat i minst 78 dagar. Andra nyheter var att medaljörerna tog emot sina medaljer stående på en prispall och segrarens nationsflagga hissades. Man införde officiell tidtagning liksom målkamera.
Som en liten kuriositet kan nämnas, att funktionärerna i stor utsträckning raggades ihop i sista stund bland de deltagande nationernas ledare och journalister, eftersom de flesta amerikanska funktionärer fick betalt för sina insatser och alltså var professionella och därmed uteslutna från olympiska spel.

## Värt att notera

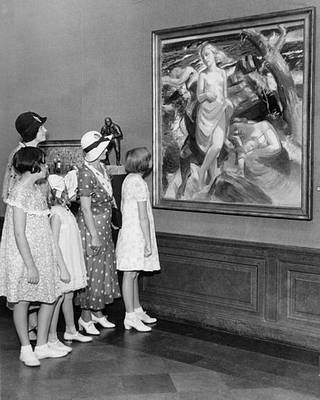
Tavlan som får beundrande blickar är "Vid Arilds strand" av konstnären David Wallin från Sverige, vid Olympiska sommarspelen 1932 i Los Angeles.

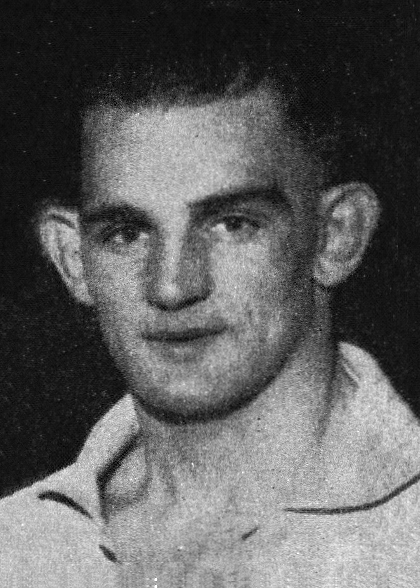
Ivar Johansson, brottare. Han vann guld i brottning i Los Angeles, han vann i både mellanvikt, fristil och i weltervikt i grekisk-romersk stil i Los Angeles 1932, samt senare även guld i Berlin 1936.

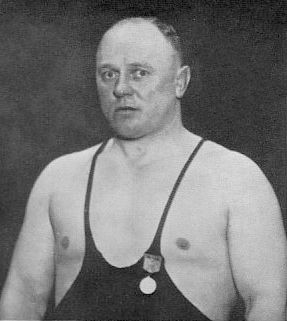
Calle Westergren, brottare. Han vann guld i brottning i Los Angeles. Han hade tidigare vunnit två olympiska guldmedaljer i brottning i grekisk-romersk stil, i Antwerpen 1920 och i Paris 1924. Vid Olympiska sommarspelen 1920 vann han mellanvikt och vid Olympiska sommarspelen 1924 vann han lätt tungvikt. 1922 vann han världsmästerskap i guld i mellanvikt.

- För första gången användes ett podium med ytor i tre olika höjder.[1]
- Den svenske målaren David Wallin tog guld i konst för  målningen "Vid Arilds Strand". Kultur stod på programmet mellan 1912 och 1948 och utövarna var med på samma villkor som idrottsmännen, det vill säga de tågade in på arenan sida vid sida med idrottarna. Det tävlades i minst fem kulturgrenar vid de olympiska sommarspelen, dessa var arkitektur, litteratur, musik, målning och skulptur. Det officiella namnet på kulturtävlingarna var Concours d'Art och dessa inleddes i Stockholm 1912. Kulturgrenarna var dock inte oomtvistade, och försvann sedermera.
- Den 14-årige japanske simmaren Kusuo Kitamura som vann 1400 m frisim är den yngste manlige deltagare genom tiderna som erövrat guldmedalj i en individuell gren. Han var 14 år och 309 dagar gammal.
- De manliga japanska simmarna tog nio av tolv guld- och silvermedaljer i simning.
- USA tog samtliga tolv medaljer i simhopp.
- 18-åriga amerikanskan Mildred "Babe" Didrikson kvalificerade sig till finalen i samtliga 5 individuella grenar i fri idrott. Hon fick emellertid bara delta i tre av dem och vann 80 m häck, spjutkastning och blev tvåa i höjdhopp där hon nådde samma höjd som Jean Shiley. Tävlingsjuryn påstod att Didrikson inte hade en "ren stil" och placerade henne som tvåa, varefter de båda efter spelen delade på medaljerna. Hon kom senare att bli känd som golfspelare av högsta klass som Babe Zaharias.
- Damernas 100 meter vanns av Stanislawa Walasiewicz, Polen, på 11,9. Historien om henne är en aning märklig. Hon kom som tvååring till USA och var på väg att få sitt amerikanska medborgarskap till spelen. Men hon rev pappren och tävlade för Polen. Hon blev efter Los Angeles mest känd som Stella Walsh och vann sedan fram till 1951 inte mindre än 35 amerikanska mästerskap. Vid OS i Berlin tog hon silver på 100 m. Under ett väpnat rån 1980 i Cleveland blev hon skjuten och vid obduktionen uppenbarades det att hon var man.
- Ivar Johansson från Norrköping erövrade brottningsguld i både fri stil och grekisk-romersk stil, dessutom i två skilda viktklasser. Efter sin första seger i fristil - mellanvikt, satte han sig i bastun och bantade bort 5 kg för att kunna delta i den grekisk-romerska welterviktsklassen. Han lyckades och vann även den klassen. En prestation som ingen gjort om i olympiska sammanhang.
- Calle Westergren erövrade sin tredje guldmedalj i brottning grekisk-romersk stil i tre skilda viktklasser vid spelen  1920, 1924 och 1932.
- Svenske dressyrryttaren Bertil Sandström blev tvåa, men flyttades ner till tionde och sista plats. Man menade att han hade styrt sin häst med "klickande" ljud. Sandström protesterade och hävdade att det varit sadeln som knarrat - men beslutet stod fast.
- I landhockeyturneringen försvarade Indien sin titel från 1928. Matchen mot värdlandet, USA, vann indierna med 24-1, rekord i OS-sammanhang. Roop Singh gjorde tio mål och legendaren Dyan Chand, äldre bror till Roop Singh, gjorde åtta.

## Sporter
| - Boxning - Brottning - Cykling - Friidrott - Fäktning - Gymnastik |  | - Landhockey - Modern femkamp - Ridsport - Rodd - Segling |  | - Simhopp - Simning - Skytte - Tyngdlyftning - Vattenpolo |

## Medaljfördelning
| Plac. | Land           | Guld | Silver | Brons | Totalt antal medaljer |
| ----- | -------------- | ---- | ------ | ----- | --------------------- |
| 1     | USA            | 41   | 32     | 30    | 103                   |
| 2     | Italien        | 12   | 12     | 12    | 36                    |
| 3     | Frankrike      | 10   | 5      | 4     | 19                    |
| 4     | Sverige        | 9    | 5      | 9     | 23                    |
| 5     | Japan          | 7    | 7      | 4     | 18                    |
| 6     | Ungern         | 6    | 4      | 5     | 15                    |
| 7     | Finland        | 5    | 8      | 12    | 25                    |
| 8     | Storbritannien | 4    | 7      | 5     | 16                    |
| 9     | Tyskland       | 3    | 12     | 5     | 20                    |
| 10    | Australien     | 3    | 1      | 1     | 5                     |

## Deltagande nationer
Totalt deltog 37 länder i spelen 1932. Colombia och Republiken Kina debuterade vid dessa spel.
| |                                                                                          | | |
| - Argentina - Australien - Belgien - Brasilien - Colombia - Danmark - Estland - Filippinerna - Finland - Frankrike | - Grekland - Haiti - Indien - Irland - Italien - Japan - Jugoslavien - Kanada - Lettland | - Mexiko - Nederländerna - Norge - Nya Zeeland - Polen - Portugal - Republiken Kina - Schweiz - Spanien | - Storbritannien - Sverige - Sydafrika - Tjeckoslovakien - Tyskland - Ungern - Uruguay - USA - Österrike |